# 2036年8月7日月食
2036年8月7日月食为一次將在协调世界时2036年8月7日出現的月全食。該次月食半影食分為2.553、全影食分為1.459。偏食維持了116分，全食維持48分。

## 概述
這次月食的食分是21.18，偏食維持了116分，全食維持48分。

## 基本參數
- 類型：月全食
- 食甚資料：
  - 日期：2036年8月7日
  - 時間：2:51
  - 月球位置：赤經21.18度、赤緯-16.1度
  - 食分：半影食分：2.553、全影食分：1.459
  - 持續時間：偏食116分、全食48分

## 外部連結
- NASA月食專頁（页面存档备份，存于）（英文）